# 別海駅

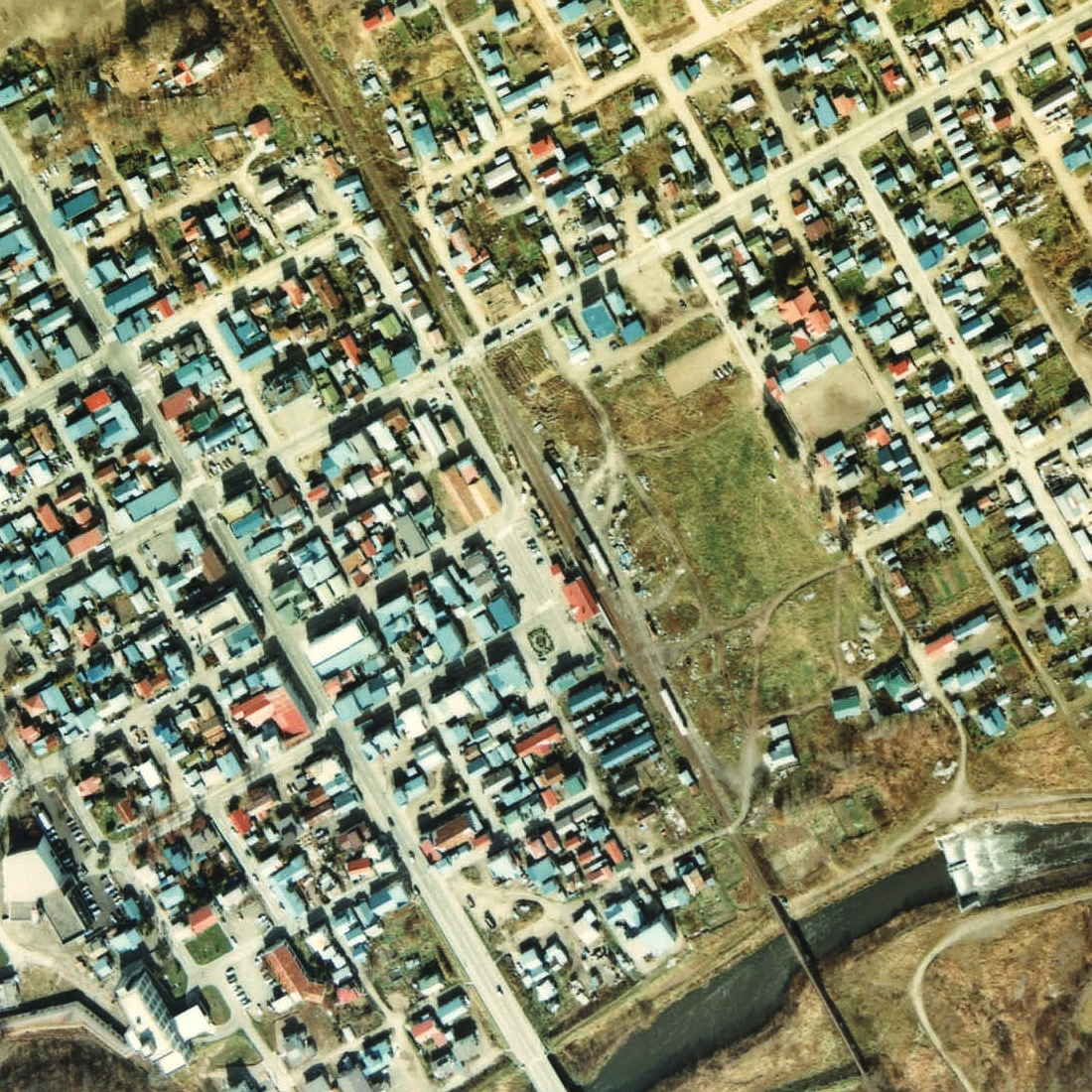
1977年の別海駅と周囲約500m範囲。上が中標津方面。駅舎が改築されたばかりの頃の写真。両方向に車両が見え、別海駅で行き違いが行われている状況が見て取れる。駅裏のストックヤードは殆んど使われていない。駅横の貨物積卸場付近から本線横の小道を2ブロック北上し、90°西へ曲がって道道243号上を中西別へ向かっていた殖民軌道西別線の痕跡は跡形も無い。

別海駅（べっかいえき）は、かつて北海道野付郡別海町（べつかいちょう）別海旭町に設置されていた、北海道旅客鉄道（JR北海道）標津線の駅（廃駅）である。電報略号はヘカ。事務管理コードは▲111723。

## 歴史
- 1933年（昭和8年）12月1日：国有鉄道標津線の西別駅（にしべつえき）として開業[1]。一般駅[1]。釧路機関庫西別駐泊所設置。
- 1934年（昭和9年）10月1日：釧路機関庫西別駐泊所廃止。
- 1976年（昭和51年）
  - 8月：駅舎改築に着手[3]。これに際して別海町が鉄道利用債を負担[3]。
  - 12月1日：新駅舎落成。別海駅に改称[1][4][3]。併せて別海町により駅前広場・駐車場・バス乗降場・緑地・観光案内所を整備[3]。
- 1980年（昭和55年）4月30日：貨物の取り扱いを廃止[1]。
- 1984年（昭和59年）2月1日：荷物の取り扱いを廃止[1]。
- 1987年（昭和62年）4月1日：国鉄分割民営化により、北海道旅客鉄道（JR北海道）の駅となる[1]。
- 1989年（平成元年）4月30日：標津線の全線廃止に伴い、廃駅となる[1]。

### 駅名の由来
旧称である西別は旧地区名であり、現在の西別川のアイヌ語名「ヌウㇱペッ（nu-us-pet）」（豊漁の・川）に由来する。
その後1976年（昭和51年）の駅舎改築に際して、町名に合わせる形で改名されている。この改名に際し、別海町は各種表記の修正や乗車券類の廃棄費用として、456,516円を負担している。
なお、駅名は「べっかい」であるが、のちに町名の読みは公的には「べつかい」に統一されている。また「別海」の地名自体は本来、同町海岸沿いの本別海地区のアイヌ語名を発祥とするが、1934年（昭和9年）に村役場が西別に移ったことで地名も移動した。

## 駅構造
貨物及び荷物取り扱い廃止までは、駅舎に接する単式ホームと島式ホームからなる国鉄型配線の2面3線を有する列車行き違い可能駅であった。このうち島式ホームの外側の線は副本線として主に貨物の留置き、あるいは構内東側からの貨物の積降用に使用された。駅舎は構内の西側（中標津方面に向かって左側）にあり、駅舎横の中標津側には貨物積降場が設けられ、中標津側から駅舎横まで貨物積降線が1本引き込まれていた。このため駅舎前のホームは厚床寄り、島式ホームは中標津寄りにずれて置かれ、駅舎側ホームの駅舎正面から島式ホームの厚床側端へ線路を横切る形で連絡通路があった。
貨物及び荷物取り扱い廃止後は副本線と貨物積降線が撤去され、廃駅となるまで相対式（※単式と島式の片面使用）ホーム2面2線を有する列車行き違い可能駅であった。
廃止時点での駅舎は1976年（昭和51年）に落成した鉄骨造平屋のものであった。駅の近くには、この線が完成する以前の1929年（昭和4年）から1956年（昭和31年）まで、最盛期の1939年（昭和14年）から1949年（昭和24年）には別海町上春別の春日停車場を経て同線本線の西春別駅前（新西春別停車場）まで繋がる、殖民軌道西別線の停車場が置かれていた。

## 利用状況
乗車人員の推移は以下のとおり。年間の値のみ判明している年については、当該年度の日数で除した値を括弧書きで1日平均欄に示す。乗降人員のみが判明している場合は、1/2した値を括弧書きで記した。
| 年度               | 乗車人員 | 乗車人員 | 出典   | 備考 |
| 年度               | 年間     | 1日平均  | 出典   | 備考 |
| ------------------ | -------- | -------- | ------ | ---- |
| 1978年（昭和53年） |          | 214      | [ 10 ] |      |

## 駅周辺
- 別海町役場
- 別海郵便局
- 町立別海病院
- 北海道別海高等学校
- コープさっぽろ べつかい店
- フクハラ 別海店

## 現況

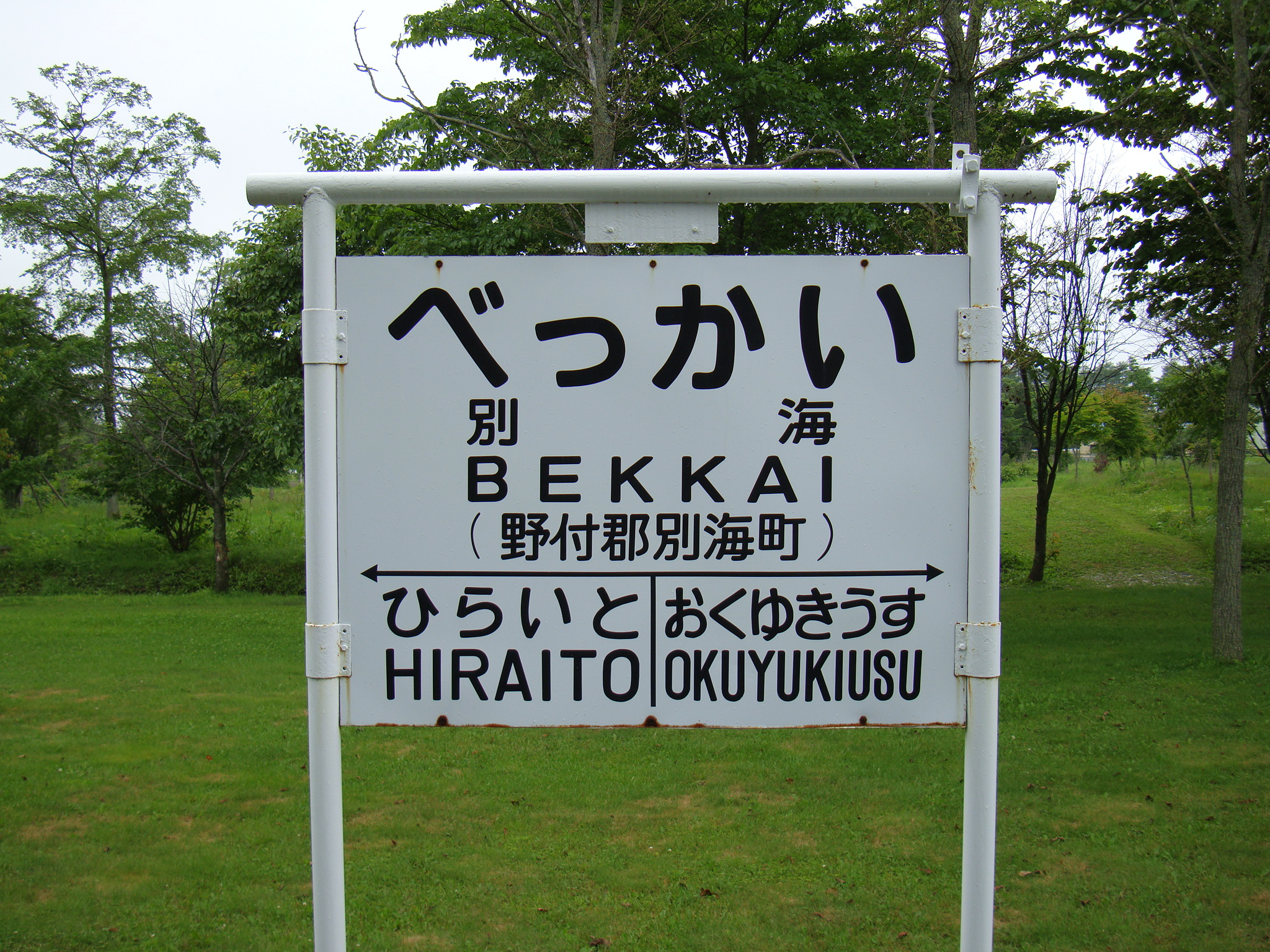
別海町鉄道記念公園に保存される駅名標

- 駅跡地には多目的交流館「ぷらと」が建っており、バス乗り場となっている。
- バス待合室、別海町商工会、レストラン「ていしゃ場」
- キヨスクも旧駅舎に引き続き入居していたが、2015年中に閉店となった。
  - 根室交通
    - 都市間バス「オーロラ号」：札幌駅前（全日空札幌支店前）方面（北都交通と共同運行）
    - 標津線代替バス：厚床駅方面、中標津バスターミナル方面
    - 中標津空港連絡バス：根室駅方面、中標津空港方面

  - 別海町地域生活バス（国鉄バス釧根線代替）
    - 西春別駅方面、尾岱沼方面など

## 隣の駅
北海道旅客鉄道
標津線（支線）
平糸駅 - 別海駅 - 奥行臼駅